# Kurofune
Kurofune (jap. 黒船, etwa: „Schwarze Schiffe“) ist eine Oper in drei Akten des japanischen Komponisten Yamada Kōsaku nach einem Libretto von Percy Noël, das von Tōjin Okichi (唐人お吉) bearbeitet wurde. In Japan ist die Oper auch unter dem Titel Yoake (夜明け, etwa „Morgendämmerung“) bekannt. Kurofune wird häufig als erste japanische Oper bezeichnet, faktisch gab es jedoch schon einige wenige japanische Kompositionen vor Kurofune, darunter auch zwei Opern mit je einem Akt von Kōsaku selbst.

## Entstehungsgeschichte
Die Oper besitzt eine bewegte Entstehungs- und Aufführungsgeschichte. Das ursprüngliche, englische Libretto wurde unter dem Titel Kurofune („Black Ships“) von dem amerikanischen Journalisten Percy Noël in den 1920er Jahren geschrieben. Es war ein früher Versuch die japanisch-amerikanischen Beziehungen, die durch die Ankunft der Schwarzen Schiffe 1853 und die damit einhergehende Landesöffnung Japans, eindrücklich geprägt worden war, thematisch zu verarbeiten. Eine Uraufführung war für 1929 in der Oper von Chicago vorgesehen, sie fand jedoch nicht statt.
Das Libretto blieb daraufhin einige Jahre liegen, bis sich 1940 die 2600-Jahr-Feier Japans ankündigte. Percy sah in den zu diesem Anlass geplanten Festivitäten und kulturellen Veranstaltungen eine Möglichkeit zur Veröffentlichung und ließ sein Libretto ins Japanische übersetzen. Eine neue Komposition von Kōsaku entstand, die 1940 beendet wurde, dann jedoch nur teilweise aufgeführt wurde.
Eine Uraufführung unter dem Titel Yoake fand dann am 25. November 1940 statt, u. a. mit dem japanischen Tenor Yoshie Fujiwara in der Rolle des Konsuls. Obgleich der Konsul und der Botschaftssekretär keine Japaner sind singen sie von Beginn an zunächst in einem etwas unbeholfen wirkenden Japanisch, das sich im zweiten Akt verbessert, wobei in die gesprochenen Passagen gelegentlich englische Wörter eingeflochten werden.

## Handlung
Die Handlung setzt ein in den Jahren des ausgehenden Tokugawa-Shogunats im Hafen von Shimoda, der nach dem japanisch-amerikanischen Freundschafts- und Handelsvertrag für ausländische Schiffe geöffnet wurde. Der herrenlose und kaisertreue Samurai Yoshida platzt in ein Trinkgelage des Stadtmagistrats und hält eine flammende Rede die Barbaren des Landes zu verweisen. Während Yoshida unverrichteter Dinge wieder abtritt, erhält die beim Gelage anwesende Geisha Okichi den Auftrag den amerikanischen Konsul zu ermorden. Okichi, die daraufhin die Mätresse des Konsuls wird, ist hin- und hergerissen zwischen ihrer wachsenden Zuneigung zum Konsul und der ihr aufgetragenen Pflicht ihn zu töten. Yoshida, der über all dem die Geduld verliert, stiehlt sich heimlich in den Ryusen-ji Tempel, der als Konsulat dient, zieht sein Schwert und ist im Begriff den Konsul zu meucheln, als ein Bote eintrifft und des Kaisers Wunsch nach Frieden verkündet. Yoshida, der sich plötzlich seiner Schändlichkeit bewusst wird, begeht an Ort und Stelle Seppuku, während der Konsul die Hände faltet, die Kanonen der Schwarzen Schiffe Salut schießen und der Chor mit einem Preislied für den Frieden einstimmt.

## Orchesterbesetzung
Harfe und Celesta, als Fernorchester auf der Bühne Shamisen, Shakuhachi, kleine und große Trommeln.

## Inszenierungen
- 2007/08 Neues Nationaltheater Tokyo, Leitung: Hiroshi Wakasugi[2][3]

## Aufnahmen und CDs
- 1960: Leitung Tadashi Mori; Tokyo Symphony Orchestra; Compact Disc – Toshiba-EMI TOCE 9432-33 (2 CDs)[Anm. 4]
- TBS Vintage J Classics 戦後作曲家発掘集成, COCQ-85274-81, 8 Cds, CD 1+2 Black Ships